# Aubergine farcie à la grecque
L'aubergine farcie à la grecque (grec : μελιντζάνα παπουτσάκι ; turc : patlıcan pabucaki) est un plat à base d'aubergine qui trouve ses racines dans les cuisines grecque et turque. Papoutsaki signifie en grec « petites chaussures ». Papuc ou papuç vient du persan pâpuš (پاپوش) qui est également utilisé en turc et signifie « chaussure » ou « pantoufle ». Le plat de base se compose d'aubergine bouillie ou rôtie dont le dessus est coupé dans le sens de la longueur (d'où la ressemblance avec des petites chaussures). La chair est évidée et mélangée à d'autres ingrédients : des poivrons de différentes variétés, des oignons verts, des tomates, du citron, de l'huile d'olive, parfois des œufs ou même du bœuf haché. L'aubergine est ensuite recouverte d'un fromage salé à pâte dure tel que le kefalotyri, le Mihaliç peyniri (en) ou le kasséri avant d'être grillée.